# Universidad Drew
La Universidad Drew (Drew University en inglés y oficialmente) es una universidad privada ubicada en Madison (Nueva Jersey), Estados Unidos. 

## Historia
La universidad fue fundada en 1867, cuando el empresario Daniel Drew donó su finca y su casa, de estilo antebellum, para crear un seminario Metodista con el nombre de Drew Theological Seminary. El seminario sigue abierto en la actualidad, pero la institución académica amplió su campo de estudios abriendo varias facultades y convirtiéndose en universidad en 1928.

## Campus
La universidad es conocida como "la universidad en el bosque" por la serenidad de su campus, que ocupa 186 acres (753,000 m²) de arbolado en un entorno suburbano.

## Deportes
Drew mantiene 18 equipos: 8 masculinos y 10 femeninos. Todos compiten en la Landmark Conference de la División III de la NCAA, excepto los de esgrima, que lo hacen en la Mid-Atlantic Collegiate Fencing Association (MACFA) y los de equitación, que compiten en la Intercollegiate Horse Show Association (IHSA).